# Cerro Peró
Le cerro Peró ou cerro Tres Kandú est une montagne du Paraguay, le point culminant du pays. Elle se situe à une altitude de 842 mètres dans la ville de General Eugenio Garay dans le département de Guairá.